# Cedric Brooks
Cedric "Im" Brooks (ur. 1943 w Kingston, zm. 3 maja 2013 w Nowym Jorku) – jamajski saksofonista, muzyk sesyjny Studia One Clementa "Sir Coxsone'a" Dodda, współzałożyciel grup The Mystic Revelation of Rastafari i The Divine Light (później The Light of Saba), w latach 1999–2002 oraz 2009–2010 członek The Skatalites, najsłynniejszego zespołu muzyki ska wszech czasów.

## Życiorys
Urodził się i dorastał w stolicy Jamajki. W wieku 11 lat rozpoczął naukę w szkole Alpha Boys School, prowadzonej przez katolickie siostry zakonne, której to absolwentami była cała rzesza znanych muzyków (m.in. kilkoro przyszłych współzałożycieli The Skatalites). Początkowo przyuczano go do gry na klarnecie, jednak jako nastolatek zdecydował się porzucić ten instrument na rzecz saksofonu tenorowego; grywał również okazjonalnie na flecie. Po ukończeniu szkoły przyłączył się do grupy The Vagabonds, wspierającej soulowego wokalistę Jimmy’ego Jamesa, następnie zaś występował z jazzowym big-bandem Granville Williams Orchestra. Pod koniec lat 60. wspólnie z trębaczem Davidem Maddenem stworzył duet "Im & David" – ich single wydawał najważniejszy wówczas producent na wyspie, Clement "Sir Coxsone" Dodd. Wkrótce Brooks został również zaangażowany na stałe przez Sir Coxsone'a jako muzyk sesyjny Studia One. Jego grę można usłyszeć m.in. na pierwszym singlu Burning Speara z 1969 roku pt. "Door Peep".
Na początku lat 70. wraz z rastafariańskim bębniarzem nyabinghi Countem Ossie współtworzył grupę The Mystic Revelation of Rastafari, z którą nagrał dwie płyty długogrające: Grounation (1973) oraz Tales of Mozambique (1975). Równocześnie założył swój własny zespół The Divine Light, który wkrótce zmienił nazwę na The Light of Saba; wydał także dwa solowe albumy studyjne: Im Flash Forward (1977) oraz United Africa (1978). Następnie przez całe lata 80. i 90. kontynuował pracę muzyka sesyjnego, wydając jedynie kilka swoich nowych singli. W marcu 1999 roku, po śmierci Rolanda Alphonso i Tommy’ego McCooka, obydwu saksofonistów i wieloletnich liderów The Skatalites, został w ich miejsce zaproszony do składu zespołu. Grał w nim do roku 2002, kiedy to opuścił formację na skutek osobistych nieporozumień z Lloydem Knibbem i Lesterem "Ska" Sterlingiem.
W roku 2007 Brooks wziął gościnny udział w nagraniach do nowego albumu studyjnego The Skatalites On the Right Track, natomiast dwa lata później na stałe powrócił do składu grupy. Równocześnie rozpoczął pisanie autobiografii i planował reaktywację The Light of Saba, jednak w lutym 2010 roku trafił na oddział intensywnej terapii szpitala Bronx Lebanon Hospital Center w Nowym Jorku, po tym jak został znaleziony nieprzytomny przez syna w swoim mieszkaniu na Bronksie. Lekarze stwierdzili u niego zawał serca, spowodowany prawdopodobnie powikłaniami po zapaleniu płuc oraz zaniechaniem przyjmowania leków obniżających ciśnienie tętnicze krwi. Po kilku tygodniach spędzonych w śpiączce jego stan nieznacznie się poprawił, lecz nadal pozostawał w stanie półśpiączki i utracił zdolność mówienia. Zmarł 3 maja 2013 roku w szpitalu w okręgu Queens na skutek nagłego zatrzymania krążenia. Pozostawił siedmioro dzieci oraz cztery siostry.

## Dyskografia

### Albumy solowe
- Im Flash Forward (1977, Studio One)
- United Africa (1978, Water Lily Records)

### Jako Cedric "Im" Brooks & The Divine Light
- From Mento To Reggae To Third World Music (1973, Doctor Bird Records)

### Jako Cedric "Im" Brooks & The Light of Saba
- The Light of Saba (1974, Total Sounds Records)
- The Light of Saba in Reggae (1975, Total Sounds Records)
- Sabebe (1974, Total Sounds Records)
- The Magical Light of Saba (2003, Honest Jon's Records)